# Schloss Altenkreith

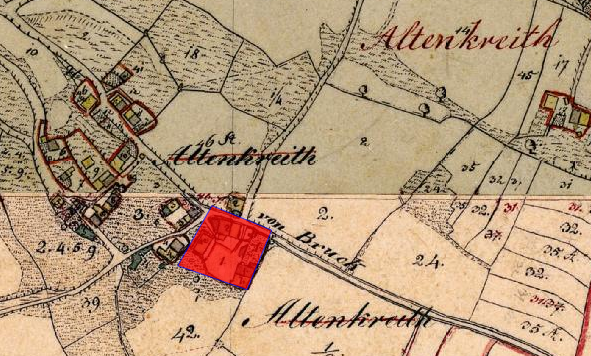
Lageplan von Schloss Altenkreith auf dem Urkataster von Bayern

Das abgegangene  Schloss  Altenkreith befand sich in dem gleichnamigen Ortsteil der oberpfälzischen Stadt Roding im Landkreis Cham von Bayern. Der Platz des abgegangenen Schlosses Altenkreith wird als Bodendenkmal unter der Aktennummer D-3-6740-0020 im Bayernatlas als „archäologische Befunde des abgegangenen frühneuzeitlichen Schlosses von Altenkreith“ geführt.

## Landsassengut Altenkreith
In dem Bamberger Lehenbuch von 1306 wird dieses Gut unter den bona in gereut prope Rottingen erstmals erwähnt. Eine Agnes die Härtlin verzichtete 1401 auf ihre Ansprüche auf das Gut zu Geräwt. 1445 verkaufte Leonhard der Chadolsdorfer zu Wetterfeld sein Gut in Oedengereuth an Andre Loher, Bürger zu Roding.
1540 war das Gut im Besitz von Ruprecht von Sparnberg, der zu dieser Zeit seine Burg Regenpeilstein an Jobst von Dandorf verkauft hatte. Der Sparnberger errichtete hier einen neuen Wohnsitz. Ihm folgte sein Vetter Lorenz von Sparnberg, Hofmarksherr von Waffenbrunn. 1576 bot dieser das Gut dem Adam von Freudenberg zum Kauf an. 1605 wurde der Besitz zu einem Landsassengut gemacht, und zwar wurde es unter Ludwig Kreut, der es in diesem Jahr durch Kauf erworben hatte, zu einer Landsasserei erhoben. Da dieser aber nicht adelig war, musste er dafür dem Kurfürst Friedrich V. einen „Landsassenabtrag“ in der Höhe von 400 Gulden entrichten und er musste sich und seine Erben verpflichten, dem Kurfürst im Kriegsfall mit einem reisigen Pferd zu dienen. Nach dessen Tod († 1615) hatte das Landsassengut seine Witwe inne. Diese brachte es durch Wiederverheiratung dem Hilarius Katzbeck zu, der am 29. Januar 1617 zu Amberg seine Landsassenpflicht ablegte. Nach dem Tod des Katzbeck († 15. Dezember 1619) verkaufte seine Witwe wegen vorhandener Schulden 1622 das Gut an den Kapitän Georg Schindlern, den sie dann auch heiratete. Von diesem kam das Gut an Jeremias Poyßl von Loifling (1628). Dieser konvertierte am 8. August 1629 mit seiner Frau und konnte so 1652 die Huldigung erbringen. Dessen Witwe und Erben übergaben das Gut am 23. September 1667 an Hans Melchior Schrenck von Notzing, Leutnant zu Waldmünchen. Auf ihn folgte 1694 Johann Rudolf Schrenck von Notzing. Dieser verkaufte Altenkreith im September 1694 an Heinrich von Plettenberg, der bereits im Besitz von Strahlfeld war und der beide Besitzungen miteinander vereinte. Seitdem ist die Geschichte beider Güter die gleiche. Plettenberg hat auch die im Dreißigjährigen Krieg ruinierten Schlossgebäude wieder aufgerichtet. Nach dem Tod Pettenbergs im Jahr 1713 ging Altenkreith als Teil seines Erbes 1747 an das Schottenkloster St. Jakob in Regensburg und wurde Anfang des 19. Jahrhunderts an Privatleute verkauft.
Nach der Hausherdstättenbeschreibung von 1762 werden zu Altenkreith das Schloss und ein Hofgebäude erwähnt. Das Schloss war dazumals unbewohnt. Auch in dem Gewerbesteuerkataster von 1810 werden die Gebäude noch genannt. An der Nordseite des Schlosses stand eine Kapelle, diese wurde um das Jahr 1867 profaniert und durch Abschlagen des Gewölbes in einen Stadel verwandelt. Das Schloss des Landsassengutes Altenkreith wurde 1964 wegen eines Wohnungsneubaues abgerissen.